# Tripura
Tripura (/ˈtrɪpuːrɑː/ en bengalí ত্রিপুরা, tr. Tripura) es un estado de la República de la India. Su capital es Agartala. Está ubicado al este del país, limitando al noreste con Assam y al sureste con Mizoram y al noroeste, sur y este con  Bangladés. Con 3 673 917 habitantes en 2011 es el octavo estado menos poblado —por delante de Megalaya, Manipur, Nagaland, Goa, Arunachal Pradesh, Mizoram y Sikkim, el menos poblado— y con 10 486 km², el tercero menos extenso, por delante de Sikkim y Goa, el menos extenso.

## Historia
Según la crónica real de Tripura, 184 reyes gobernaron el país. El penúltimo rey fue Bir Bikram que murió el 17 de mayo de 1947 sucediéndole su hijo menor de edad Kirit Bikram Kishore de 15 años. Como resultado de la partición de la India, miles de bengalíes no musulmanes se desplazaron hacia Tripura en esta época.
Durante los años cuarenta surgieron en Tripura movimientos que se oponían a la autocracia real. Inicialmente se constituyó un movimienton contra el analfabetismo, Jana Siksha Samiti (‘asamblea por la educación del pueblo’), que fue reprimido por el estado. Los progresistas pasaron a la clandestinidad y formaron el Mukti Parishad (Consejo de Liberación) y una milicia, el Shanti Sena (Ejército de Paz), que utilizó la lucha armada contra el régimen. Mukti Parishad aspiraba a establecer una sociedad democrática y reformas sociales en las comunidades tribales. En las zonas bajo el control del Mukti Parishad se estableció un gobierno popular y se ilegalizaron los trabajos forzados, los matrimonios obligatorios entre niños, el abuso de alcohol, la opresión de la mujer, etc.

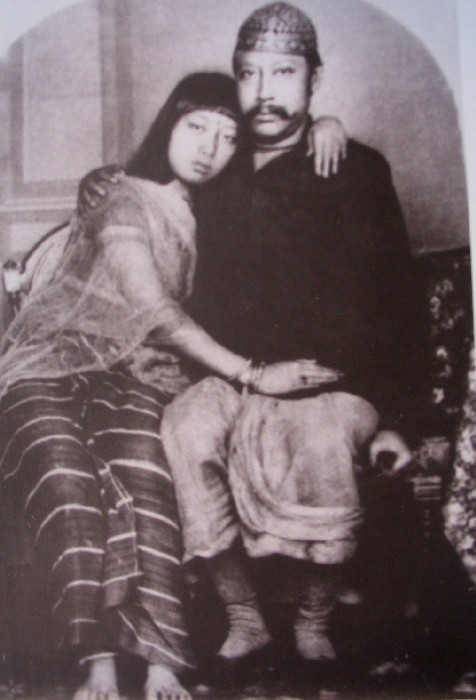
El rey Bir Chandra Manikya con la reina Manamohini

Incapaz de enfrentarse a la guerrilla, la regente Maharani Kanchanprabha firmó, el 9 de septiembre de 1949, un acuerdo de unión que incorporaba formalmente el Reino de Tripura a la República de India. La unión se culminó el 15 de octubre de 1949.
La resistencia armada continuó hasta 1951. Mukti Parishad se había aliado al Partido Comunista de la India (CPI) y en este año había algunos cambios importantes de la estrategia de los comunistas. La lucha armada fue substituida por la lucha legal y electoral. En las primeras elecciones parlamentarias en la India independiente, los comunistas ganaron los dos escaños de Tripura. Los elegidos Dasarath Deb y Biren Dutta fueron ambos líderes de Mukti Parishad. Durante la campaña electoral Deb todavía estaba en la clandestidad, buscado por la policía como un líder terrorista. Deb tuvo que viajar a Delhi disfrazado, pero cuando llegó al parlamento, el primer ministro Nehru le perdonó.
Durante las tres primeras décadas después de la independencia, la vida política en Tripura fue dominada por el Congreso Nacional Indio. El Congreso se apoyó en la mayoría bengalí, mientras que los comunistas, asociados al Mukti Parishad, tenían su apoyo sobre todo en las comunidades tribales.
En 1967 se formó un partido de las tribus, Tripura Upajati Juba Samiti (TUJS, Asociación Juvenil Tribu de Tripura), por una sección de estudiantes de tribus parias. En los primeros años fue un pequeño partido sin ningún éxito electoral.
En enero de 1972, Tripura se convirtió en estado y en 1976 fue aprobada la ley de restauración de las tierras alienadas, previendo la devolución a los tripuríes de tierras ocupadas ilegalmente por los emigrantes desde 1969.
En 1977 el Frente de Izquierdas ganó las elecciones. Los comunistas ya tenían apoyo de una sección importante de los bengalíes. Consciente de que el Congreso, identificado como el representante del chauvinismo bengalí, no podría confrontar los comunistas entre las poblaciones tribales, los líderes congresistas iniciaron una cooperación con TUJS.
En 1979 el grupo Tripuri Sena, o sea Ejército de Tripura, se separó del TUJS e inició la lucha armada. Desde 1985 la insurrección fue encabezada por el grupo llamado Tripura National Volunteer (TNV) creado con el apoyo del Frente Nacional Mizo y declarado fuera de la ley el 22 de enero de 1987. Los Voluntarios Nacionales de Tripura (TNV) proclamaron la República Independiente de Tripura en julio de 1987 pero en 1988 firmó un acuerdo con el gobierno de India.
El 11 de julio de 1989 fue fundado el Tripura Tribal Democratic Force (TTDF) que unos meses después inició la lucha armada. La All-Tripura Tribal Force (ATTF) era otra fuerza combatiente y contra ella se desarrolló una ofensiva del ejército indio iniciada el 28 de octubre de 1991. Se decretó el estado de agitación en el país y se estableció el toque de queda.
El 11 de marzo de 1993, Tripura fue puesta bajo administración presidencial directa. El partido de la oposición, el Partido Comunista de la India (marxista), volvió al poder el 6 de abril de 1993. El líder comunista Dasrarath Deb, de origen tribal, se convirtió en nuevo ministro jefe siendo el primer tribal que llegaba al cargo.
El 25 de julio de 1995 se rindió la Tripura Tribal Democratic Force (TTDF) dirigida por Subodh Debbarma, pero otro grupo, la Tripura Resurrection Army (TRA) le sustituyó.
El 9 de julio de 1997 el Tripura Hill People's Party, que se había formado de la coalición de izquierdas en el gobierno, se separó de la coalición y se unió al Tripura Tribal National Council (TTNC), grupo separado de TUJS. El nuevo partido unido se llamó Indigenous People's Front of Tripura (IPFT), y obtuvo el apoyo del grupo TNV, aunque luego se lo retiró.
El TUJS se alió al Bharatiya Janata para gobernar el estado, pero mientras el primero propugnaba el establecimiento de una zona autónoma tribal dentro de Tripura y la retirada de las tropas indias, el segundo se oponía. La mitad de los pueblos tribales fueron quemados por las fuerzas del gobierno que protegían a los emigrantes bengalíes de su mismo origen y treinta mil tribales quedaron sin hogar, todo con el tácito consentimiento del ministro jefe del estado Manik Sarkar, que no tomó ninguna medida punitiva y más bien otorgó recompensas a los participantes en la represión.
El 5 de mayo del 2000 el Indigenous People's Front of Tripura obtuvo mayoría absoluta en las elecciones de las áreas autónomas tribales del Estado, después de una intensa campaña de terror por parte de NLFT. Todos los partidos, menos el Frente de Izquierda y IPFT, renunciaron a sus candidaturas debido a las amenazas de NLFT.
Varias cuadros y simpatizantes del Frente de Izquierda fueron amenazados, secuestrados o asesinados por parte de NLFT. El 11 de junio del 2000 el TNV se fusionó al IPFT y a la Tripura Tribal Students Federation (primero dependiente del TUJS pero últimamente del IPFT).
El NLFT presionó al TUJS para unirse al IPFT pero el TUJS prefirió su estatus de «partido bisagra» (aliado a alguno de los grandes partidos) aunque finalmente en 2002 una facción aceptó la fusión y el partido unificado pasó a llamarse Indigenous Nationalist Party of Tripura (INPT).
La violencia política estalla ocasionalmente en Tripura, como en septiembre de 2021, cuando militantes del Partido Popular de la India (BJP) llevaron a cabo varios asaltos coordinados contra el Partido Comunista de la India (PCI-M) y algunos medios de comunicación locales.

## Bandera y escudo

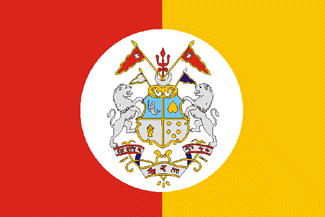
Bandera nacional de Tripura
Bandera del majarash de Tripura
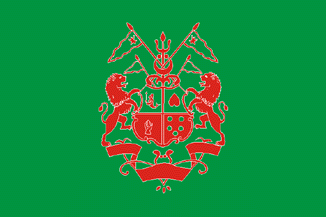
Bandera del Gobierno Provisional de Tripura y del Tripura Peoples Democratic Front
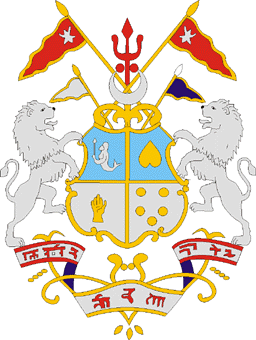
Escudo de Tripura

La bandera nacional de Tripura era roja y amarilla hasta la anexión a la India. El estandarte del majarash incluía el escudo dentro de un círculo blanco.
La bandera del TPDF y de su gobierno provisional de Tripura es verde con el escudo nacional rojo en el centro.	